# Are You Lost?
Are You Lost? (яп. ソウナンですか? со:нан дэсу ка?, «Бедствие ли это?») — японская манга, написанная Кэнтаро Окамото и проиллюстрированная Рири Сагарой, с января 2017 года выходящая в журнале Weekly Young Magazine издательства Kodansha.
На основе манги также был выпущен аниме-сериал, снятый на студии Ezo'la. Его премьера прошла на телеканалах Японии с июля по сентябрь 2019 года.

## Сюжет
Четыре девушки оказались на необитаемом острове после авиакатастрофы, и теперь им придётся выживать в тяжёлых условиях. Благодаря навыкам о выживании, с которыми знакома одна из них, они стараются выжать из сложившейся ситуации всё возможное.

## Персонажи
Хомарэ Онисима (яп. 鬼島 ほまれ Онисима Хомарэ) — главная героиня, 17-летняя ученица второго класса старшей школы. В детстве отец научил ее навыкам выживания, так что она имеет понятие о том, что же им делать.
Сэйю: Мао Итимити
Аска Судзумори (яп. 鈴森 明日香 Судзумори Асука) — сверстница Хомарэ. Весёлая и спортивная девушка. На большой земле ходила в секции по баскетболу и лёгкой атлетике.
Сэйю: Хиёри Коно
Муцу Аматани (яп. 天谷 睦 Аматани Муцу) — умная и застенчивая девушка в очках. Является лучшей ученицей в своей школе. Умеет готовить и петь, а также обладает отличной памятью. Любит читать ранобэ и в будущем хочет стать писательницей, специализирующейся в жанре яой.
Сэйю: Киёно Ясуно
Сион Кудзё  (яп. 九条 紫音 Кудзё: Сион) — богатая и избалованная девушка. Увлекается игрой на фортепиано.
Сэйю: Адзуми Ваки

## Медиа

### Манга
Манга Are You Lost? написана Кэнтаро Окамото и проиллюстрирована Рири Сагарой. Она издаётся с 7 января 2017 в журнале Weekly Young Magazine издательства Kodansha. Издательство также выпустила главы в виде томов — танкобонов. Первый вышел 4 августа 2017 года. На апрель 2020 года было выпущено шесть томов.
| № | Дата публикации     | ISBN                                                                                  |
| - | ------------------- | ------------------------------------------------------------------------------------- |
| 1 | 4 августа 2017 года | ISBN 978-4-06-510070-7                                                                |
| 2 | 6 марта 2018 года   | ISBN 978-4-06-510862-8                                                                |
| 3 | 5 октября 2018 года | ISBN 978-4-06-513151-0                                                                |
| 4 | 6 марта 2019 года   | ISBN 978-4-06-514802-0                                                                |
| 5 | 6 сентября 2019     | ISBN 978-4-06-516984-1 (обычное издание) ISBN 978-4-06-516988-9 (специальное издание) |
| 6 | 6 апреля 2020       | ISBN 978-4-06-519187-3                                                                |

### Аниме
4 марта 2019 года в 14-м выпуске Weekly Young Magazine была анонсирована аниме-адаптация манги. Режиссёром был назначен Нобуёси Нагаяма, сценаристом — Токо Матида, композитором — Акиюки Татэяма, а Дзюнносукэ Нисио стал художником по персонажам. Сериал выпустила студия Ezo’la, снявшая ранее Happy Sugar Life. Премьера в Японии прошла с июля по сентябрь 2019 года на телеканалах Tokyo MX, MBS и BS-NTV, одновременно транслируясь через сервис Crunchyroll. Длина каждой серии укорочена и составляет 15 минут вместо обычных для аниме-сериалов 25 минут. M.A.O, Хиёри Коно, Киёно Ясуно и Адзуми Ваки вместе исполнили начальную композицию сериала Koko wa Doko (яп. ココハドコ «Где мы?»), а завершающую Ikiru (яп. 生きる «Выжить») Ясуно исполнила соло.

### Другое
В ноябре 2018 года шла основанная на манге театральная постановка.

## Критика
Аниме Are You Lost? старается смешать вместе две темы — историю о выживании и фансервис. И, в отличие от Cage of Eden, выходит неудачно. Сам фансервис во многом выполнен нелепо, а его обилие не даёт ощутить тяжесть положения девушек.
Характеры героинь совпадают с классическими для аниме архетипами, а потому они не выделяются среди многих подобных персонажей.

## Примечание
1. ↑  ソウナンですか？：「ヤンマガ」の女子高生サバイバルマンガがテレビアニメ化　7月スタート. まんたんウェブ. 4 марта 2019. Архивировано 4 марта 2019. Дата обращения: 4 марта 2019.
2. 1 2 3 4  Are You Lost? Anime's Promo Unveils Cast, Staff, July TV Airing. Anime News Network (3 марта 2019). Дата обращения: 3 марта 2019. Архивировано 11 ноября 2020 года.
3. ↑  ja:「山賊ダイアリー」の岡本健太郎が初原作！少女たちの遭難もの、ヤンマガで (яп.). Natalie (7 января 2017). Дата обращения: 21 июня 2020. Архивировано 8 января 2017 года.
4. 1 2  ソウナンですか？（１） (яп.). Kodansha. Дата обращения: 4 марта 2019. Архивировано 13 марта 2019 года.
5. 1 2  ソウナンですか？（6） (яп.). Kodansha. Дата обращения: 19 марта 2020. Архивировано 9 апреля 2020 года.
6. ↑  ソウナンですか？（２） (яп.). Kodansha. Дата обращения: 4 марта 2019. Архивировано 23 июня 2018 года.
7. ↑  ソウナンですか？（３） (яп.). Kodansha. Дата обращения: 4 марта 2019. Архивировано 11 октября 2018 года.
8. ↑  ソウナンですか？（４） (яп.). Kodansha. Дата обращения: 4 марта 2019. Архивировано 6 марта 2019 года.
9. ↑  ソウナンですか？（５） (яп.). Kodansha. Дата обращения: 3 сентября 2019. Архивировано 10 августа 2019 года.
10. ↑  ソウナンですか？（５）　特装版 (яп.). Kodansha. Дата обращения: 7 апреля 2020. Архивировано 5 сентября 2019 года.
11. ↑  Are You Lost? Survival Manga Listed With Anime. Anime News Network (1 марта 2019). Дата обращения: 3 марта 2019. Архивировано 3 августа 2019 года.
12. ↑  Sherman, Jennifer. Crunchyroll Adds Are You Lost?, Magical Sempai, To the Abandoned Sacred Beasts Anime. Anime News Network (17 мая 2019). Дата обращения: 18 мая 2019. Архивировано 16 сентября 2019 года.
13. ↑  Hodgkins, Crystalyn. 'Are You Lost?' Anime Shorts to Premiere on July 2. Anime News Network (2 июня 2019). Дата обращения: 2 июня 2019. Архивировано 2 июня 2019 года.
14. ↑  Pineda, Rafael Antonio. 'Are You Lost?' Anime's New Video Unveils More Cast & Staff, Theme Songs. Anime News Network (2 июня 2019). Дата обращения: 2 июня 2019. Архивировано 12 августа 2019 года.
15. ↑  無人島に漂着したJK描く「ソウナンですか？」劇団ミスマガジンで舞台化 (яп.). Natalie. Дата обращения: 11 июля 2020. Архивировано 9 декабря 2019 года.
16. 1 2  The Best And Worst Anime Of Summer 2019 (англ.). Anime News Network (27 сентября 2019). Дата обращения: 11 июля 2020. Архивировано 26 января 2021 года.
17. 1 2 3 4  The Summer 2019 Anime Preview Guide - Are You Lost? (англ.). Anime News Network (2 июля 2019). Дата обращения: 11 июля 2020. Архивировано 6 августа 2020 года.